# حسين أبو حجاج
حسين أبو حجاج ممثل مصري.، يملك في الأساس سلسلة ورش لتصليح وبيع وشراء إطارات السيارات بالمنيا، ساعده الفنان هاني رمزي بحكم معرفتهما من نفس المدينة على دخول عالم الفن ليقدم سلسلة من الأدوار الصغيرة ومن الأفلام التي شارك بها: (صعيدي في الجامعة الأمريكية، الناظر، غبي منه فيه، زكي شان)، كما شارك في كافة أجزاء المسلسل الكوميدي (الكبير أوي).

## عن حياته
ولد في محافظة المنيا مدينة بنى مزار، يملك في الأساس ورشة لتصليح وبيع وشراء إطارات السيارات، ساعده الفنان هاني رمزي على دخول عالم الفن ليقدم سلسلة من الأدوار الصغيرة التي يتم الاعتماد فيها على بنيانه الجسدي الضخم، ومن الأفلام التي شارك بها: (صعيدي في الجامعة الأمريكية، الناظر، غبي منه فيه، زكي شان)، كما شارك في كافة أجزاء المسلسل الكوميدي (الكبير أوي)

## من أعماله

### الأعمال
الكبير أوي 7 مسلسل 2023
الكبير أوي 6 مسلسل 2022
خلصانة بشياكة 2017
تمثيل (38 عمل)
1. الكبير أوي 5
مسلسل 2015
2. الكبير أوي 4
مسلسل 2014
3. فندق 8 حريم
ميني سيت كوم 2014
4. كلبي دليلي
فيلم 2013
5. مسلسليكو
الفوازير 2013
6. في بيتنا حريقة
سيت كوم 2013
7. الكبير أوي 3
مسلسل 2013
اشرف
8. متعب وشادية
فيلم 2012
9. الكبير أوي 2
مسلسل 2011
اشرف
10. جوز ماما مين ج2
مسلسل 2011
11. عريس دليفري
مسلسل 2011
12. الكبير أوي 1
مسلسل 2010
أشرف
13. أزمة سكر
مسلسل 2010
14. اللمبي 8 جيجا
فيلم 2010
15. دي-تيوب
مسلسل 2009
16. عصابة بابا وماما
مسلسل 2009
17. راسين في الحلال
سيت كوم 2008
18. أسد وأربع قطط
فيلم 2007
19. خليك في حالك
فيلم 2007
20. ايه النظام
فيلم 2006
21. قصة الحي الشعبي
فيلم 2006
22. جعلتنى مجرماً
فيلم 2006
جار رشدي اللي يحمل البطيخ
23. غبي منه فيه
فيلم 2004
24. فرح
فيلم 2004
25. مارينا مارينا
مسلسل 2002
26. إحنا أصحاب المطار
فيلم 2001
27. صعيدي رايح جاي
فيلم 2001
عوض (عم هانى رمزى)
28. رشة جريئة
فيلم 2001
29. فرقة بنات وبس
فيلم 2000
30. الناظر
فيلم 2000
ميخا (مدرب صلاح)
31. شجيع السيما
فيلم 2000
32. حودة كرامة
مسرحية 2000
33. الرجل الآخر
مسلسل 1999
شمشون
34. الحب الأول
فيلم 1999
35. صعيدي في الجامعة الأمريكية
فيلم 1998
لوئ ابن اخت صاحب محل الكاسيت
36. رسالة إلى الوالي
فيلم 1998
37. القرموطي في مهمة سرية
مسلسل 1998
المسجون
38. عوضين وامبراطوريه عين
مسلسل 1997
39. مسلسل اللعبة (ضيف شرف)

## روابط خارجية
- حسين أبو حجاج على موقع الدهليز
- حسين أبو حجاج على موقع قاعدة بيانات الأفلام العربية